# Stefan Hengst
Stefan Hengst (Hamm, 17 de marzo de 1994) es un deportista alemán que compite en piragüismo en la modalidad de eslalon.
Ganó dos medallas en el Campeonato Mundial de Piragüismo en Eslalon de 2022 y cuatro medallas en el Campeonato Europeo de Piragüismo en Eslalon entre los años 2019 y 2025.

## Palmarés internacional
| Campeonato Mundial | Campeonato Mundial             | Campeonato Mundial | Campeonato Mundial |
| Año                | Lugar                          | Medalla            | Competición        |
| ------------------ | ------------------------------ | ------------------ | ------------------ |
| 2022               | Augsburgo (Alemania)           | Medalla de oro     | K1 por equipos     |
| 2022               | Augsburgo (Alemania)           | Medalla de bronce  | K1 extremo         |
| Campeonato Europeo |                                |                    |                    |
| Año                | Lugar                          | Medalla            | Competición        |
| 2019               | Pau (Francia)                  | Medalla de bronce  | K1 por equipos     |
| 2021               | Ivrea (Italia)                 | Medalla de plata   | K1 por equipos     |
| 2022               | Liptovský Mikuláš (Eslovaquia) | Medalla de bronce  | K1 por equipos     |
| 2025               | Vaires-sur-Marne (Francia)     | Medalla de oro     | K1 por equipos     |